# Certhidea olivacea
El pinzón de Darwin oliváceo (Certhidea olivacea), también denominado pinzón cantor verde o pinzón reinita verde,  o trinador, es una especie de ave paseriforme de la familia Thraupidae, una de las dos pertenecientes al género Certhidea, que anteriormente se clasificaba en la familia Emberizidae. Es endémica de las islas Galápagos, Ecuador.

## Distribución y hábitat
Se encuentra en las islas de Fernandina (antes Narborough), Isabela (Albermarle), Santiago (James), Rábida (Jervis), Pinzón (Duncan), Baltra (Seymour) y Santa Cruz (Indefatigable).
Habita en las elevaciones húmedas de las islas mayores, diferente del pinzón de Darwin gris (Certhidea fusca)  que prefiere los matorrales y chaparrales secos de las islas más bajas y áridas del archipiélago de Galápagos.

## Estado de conservación
El pinzón de Darwin oliváceo ha sido calificado como vulnerable por la Unión Internacional para la Conservación de la Naturaleza (IUCN) debido a que el hábitat preferencial en su pequeña zona de distribución y su población, todavía no cuantificada, se presumen estar en rápida decadencia, por lo menos en calidad, como resultado del impacto de plantas invasoras y las alteraciones antropogénicas.

## Descripción
Tiene un pico delgado y pequeño. Su plumaje no es llamativo, de color verde oliva en ambos sexos. Los machos de algunas subespecies exhiben un particular color durazno lavado en el rostro.

## Comportamiento
A pesar de la corta distancia que los separa, no es simpátrico con C. fusca.

### Alimentación
Su pico es tan pequeño que no es adecuado para alimentarse de frutos y semillas, prefiriendo más artrópodos.

## Sistemática

### Descripción original
La especie C. olivacea fue descrita por primera vez por el naturalista británico John Gould en 1837 bajo el mismo nombre científico; la localidad tipo es: «isla Santiago, Galápagos».

Cuando Darwin lo avistó en 1835 durante la expedición del Beagle erróneamente pensó que era un reyezuelo, pero a su regreso a Inglaterra en marzo de 1837 fue informado por el ornitólogo John Gould de que el ave se encontraba en el grupo de los pinzones.

### Etimología
El nombre genérico femenino Certhidea es un diminutivo del género Certhia, los agateadores del Viejo Mundo; y el nombre de la especie «olivacea» proviene del latín «olivaceus» y significa ‘oliváceo’, ‘de color verde oliva’.

### Taxonomía
Es monotípica.

El género Certhidea fue monotípico hasta que las conclusiones de las investigaciones de genética molecular de Tonnis et al. (2005), encontraron dos linajes separados, y también, cuando incluyendo individuos de todas las dieciséis poblaciones de las islas de este género, encontraron que las distancias genéticas y geográficas no están correlacionadas, y que la variación genética en una gran área del archipiélago (las pequeñas islas periféricas) es muy pequeña; nuevamente, los datos revelan dos linajes separados. El Comité de Clasificación de Sudamérica (SACC) en 2008, aprobó la Propuesta n.º 367, separando el grupo de subespecies Certhidea fusca de C. olivacea.